# International World Games Association
La International World Games Association (Federazione Internazionale dei Giochi Mondiali), nota anche con l'acronimo IWGA, è una federazione internazionale affine al CIO che organizza ogni quattro anni, dal 1981, la manifestazione multisportiva denominata Giochi mondiali.
L'IWGA inoltre è responsabile dell'assegnazione dei premi dell'Atleta dell'anno IWGA e dell'Atleta del mese IWGA

## Le federazioni affiliate
La IWGA raccoglie al suo interno le federazioni internazionali i cui sport, sebbene ufficialmente riconosciuti dal CIO, non sono ancora ammessi ai Giochi olimpici. Tuttavia, il CIO è attento agli eventi dei Giochi mondiali e, periodicamente, alcuni di questi sport conquistano la nobiltà olimpica, conseguentemente uscendo dal programma dei Giochi mondiali. In grassetto le federazioni riconosciute dal CIO.
- Confédération mondiale des activités subaquatiques (CMAS) per il nuoto pinnato
- Fédération aéronautique internationale (FAI) per il paracadutismo
- Fédération internationale amateur de sambo (FIAS) per il sambo
- Fédération Mondiale de Boules & Pétanque (FMBP) per le bocce (specialità: pétanque, volo e raffa)
- Federazione Internazionale di Ginnastica (FIG) per ritmica, aerobica, trampolino e tumbling
- Federazione Internazionale di Orientamento (IOF) per l'orientamento
- Federazione Internazionale di Wushu (IWUF) per il Wushu
- International Aikido Federation (IAF) per l'aikidō
- International Bowling Federation (IBF) per il bowling
- International Canoe Federation (ICF) per la canoa polo e la canoa maratona
- International Casting Sport Federation (ICSF) per il casting
- International Federation of BodyBuilding & Fitness (IFBB) per il bodybuilding
- International Federation of Muaythai Amateur (IFMA) per il muay thai
- International Federation of Sport Climbing (IFSC) per l'arrampicata
- International Fistball Association (IFA) per il fistball
- International Floorball Federation (IFF) per il floorball
- International Handball Federation (IHF) per il beach handball
- International Hockey Federation (FIH) per l'hockey su prato indoor
- International Korfball Federation (IKF) per il korfball
- International Life Saving Federation (ILS) per il nuoto per salvamento
- International Powerlifting Federation (IPF) per il powerlifting
- International Racquetball Federation (IRF) per il racquetball
- International Sumo Federation (IFS) per il sumo
- International Surfing Association (ISA) per il surf
- International Waterski & Wakeboard Federation (IWWF) per sci nautico, piedi nudi e wakeboard
- Ju-Jitsu International Federation (JJIF) per lo ju-jitsu
- Tug of War International Federation (TWIF) per il tiro alla fune
- World Archery Federation (WA) per il tiro di campagna
- World Association of Kickboxing Organizations (WAKO) per la Kickboxing
- World Baseball Softball Confederation (WBSC) che riunisce il baseball e il softball
- World Confederation of Billiard Sports (WCBS) per carambola, pool e snooker
- World DanceSport Federation (WDSF) per la danza sportiva
- World Flying Disc Federation (WFDF) per l'ultimate
- World Karate Federation (WKF) per il karate
- World Lacrosse (WL) per il lacrosse
- World Netball (WN) per il netball
- World Rugby (WR) per il rugby a 7
- World Skate (WS) per Pattinaggio artistico a rotelle, Hockey su pista e Pattinaggio di velocità in linea
- World Squash Federation (WSF) per lo squash